# Bundesstraße 77
Die Bundesstraße 77 (Abkürzung: B 77) ist eine deutsche Bundesstraße und führt von Schleswig über Rendsburg nach Itzehoe.

## Geschichte

### Ursprung
Die heutige Bundesstraße 77 wurde 1846 als direkte Verbindungsstraße zwischen den Hafenstädten Itzehoe und Schleswig gebaut. Damals bestand dreimal wöchentlich eine Dampfschiffverbindung zwischen Hamburg und Itzehoe. Diese Straße wurde 1847 bis zur Eisenbahnstation in Elmshorn verlängert.
Mit dem Bau dieser Straße und der Eisenbahnlinie von Altona nach Kiel verlor der historische Ochsenweg seine wirtschaftliche Bedeutung.

### Frühere Strecken und Bezeichnungen
Bei der ursprünglichen Nummerierung 1932 verknüpfte die 69,6 km lange Fernverkehrsstraße 77 (FVS 77), ab 1934 in Reichsstraße 77 (R 77) umbenannt, die FVS 5 in Itzehoe mit der FVS 76 in Schleswig. Diese Streckenführung blieb bis heute weitestgehend bis auf die Stadtduchfahrten Schleswig, Rendsburg und Itzehoe unverändert.

### Ersetzungen
Anstelle der bisherigen Brücke über den Nord-Ostsee-Kanal wurde von 1957 bis 1961 der vierstreifige Kanaltunnel Rendsburg unter dem Nord-Ostsee-Kanal erbaut und die B 77 südlich des Kanals als vierstreifige Ortsumgehung Jevenstedts weitergeführt. Kurz hinter der Ortschaft mündet sie in die ursprüngliche Strecke.